# 47Y busz (Debrecen)

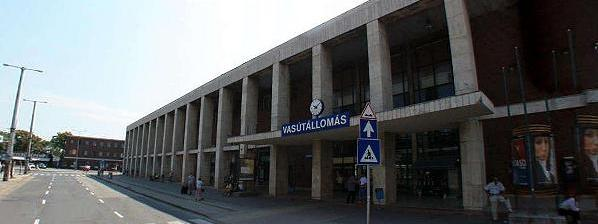
Nagyállomás

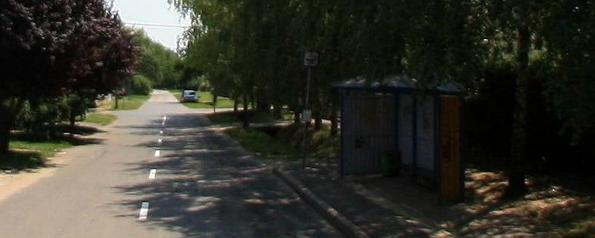
Vadász utca

A debreceni 47Y jelzésű autóbusz a Nagyállomás és a Tégláskert utca között közlekedik. Útvonala során érinti a Tégláskertet, a Tégláskerti Iskolát, az Epreskerti Általános Iskolát, a Salakmotorpályát, a Debreceni Erőműt és a Nagyállomást. A 47Y buszon felül közlekednek 42-es és 47-es jelzéssel is járatok a Nagyállomás és a Tégláskert utca között. A járat 2015. október 7-e óta nem érinti a TESCO áruházat.

## Járművek
A viszonylaton Alfa Cívis 12 szóló buszok közlekednek.

## Útvonala
| Tégláskert utca felé | Nagyállomás felé |
| --- | --- |
| Nagyállomás vá. – Homokkerti felüljáró – Mikepércsi út – Epreskert utca – Gázvezeték utca – Balaton utca – Vadász utca – Tégláskert utca vá. | Tégláskert utca vá. – Vadász utca – Tégláskert utca – Halász utca – Balaton utca – Gázvezeték utca – Epreskert utca – Mikepércsi út – Homokkerti felüljáró – Wesselényi utca – Nagyállomás vá. |

## Megállóhelyei
| 0  | Nagyállomás végállomás      | 16 | 1, 2 5, 5A 10, 10A, 10Y, 14, 16, 18, 18Y, 21, 30, 30A, 30I, 30N, 37, 39, 42, 42A, 43, 44, 46, 46E, 46H, 47, 48, 49, 49Y, 146, A1, Airport1 Helyközi buszok S506 sebesvonat, gyorsvonat, IC, EC, expresszvonat |
| 2  | Debreceni Erőmű             | 14 | 18, 18Y, 42, 44, 47, 49, 49Y, Airport1 Helyközi buszok |
| 4  | Leiningen utca              | 13 | 18Y, 42, 44, 47, 49, 49Y, Airport1 |
| 6  | Bulgár utca                 | 11 | 44, 49, 49Y, Airport1 Helyközi buszok |
| 7  | Hun utca                    | 10 | 44, 49, 49Y, Airport1 |
| ∫  | Somlyai utca                | 9  | 44, 49, 49Y, Airport1 Helyközi buszok |
| 9  | Epreskerti Általános Iskola | 8  | |
| ∫  | Gázvezeték utca             | 6  | 42, 47 |
| 11 | Bádogos utca                | 5  | 42, 47 |
| 11 | Salakmotorpálya             | 4  | 42, 47 |
| 12 | Kanális utca                | 3  | 42, 47 |
| 13 | Balaton utca                | 3  | 42, 47 |
| 13 | Téglás utca                 | 2  | 42, 47 |
| 14 | Tégláskerti iskola          | 1  | 42, 47 |
| 15 | Tégláskert utca végállomás  | 0  | 42, 47 |